# Brives-sur-Charente
Brives-sur-Charente ist eine westfranzösische Gemeinde mit 219 Einwohnern (Stand: 1. Januar 2022) im Département Charente-Maritime in der Region Nouvelle-Aquitaine (vor 2016 Poitou-Charentes). Die Gemeinde gehört zum Arrondissement Jonzac und zum Kanton Thénac. Die Einwohner werden Brivois genannt.

## Lage
Brives-sur-Charente liegt etwa 15 Kilometer südöstlich von Saintes in der Kulturlandschaft der Saintonge an der Charente. Umgeben wird Brives-sur-Charente von den Nachbargemeinden Chérac im Norden, Salignac-sur-Charente im Osten und Nordosten, Pérignac im Süden und Südosten sowie Montils im Westen. 

## Bevölkerungsentwicklung
| Jahr                       | 1962 | 1968 | 1975 | 1982 | 1990 | 1999 | 2006 | 2018 |
| Einwohner                  | 219  | 198  | 210  | 208  | 176  | 198  | 223  | 234  |
| Quellen: Cassini und INSEE |      |      |      |      |      |      |      |      |

## Sehenswürdigkeiten
- Kirche Saint-Étienne

Siehe auch: Liste der Monuments historiques in Brives-sur-Charente

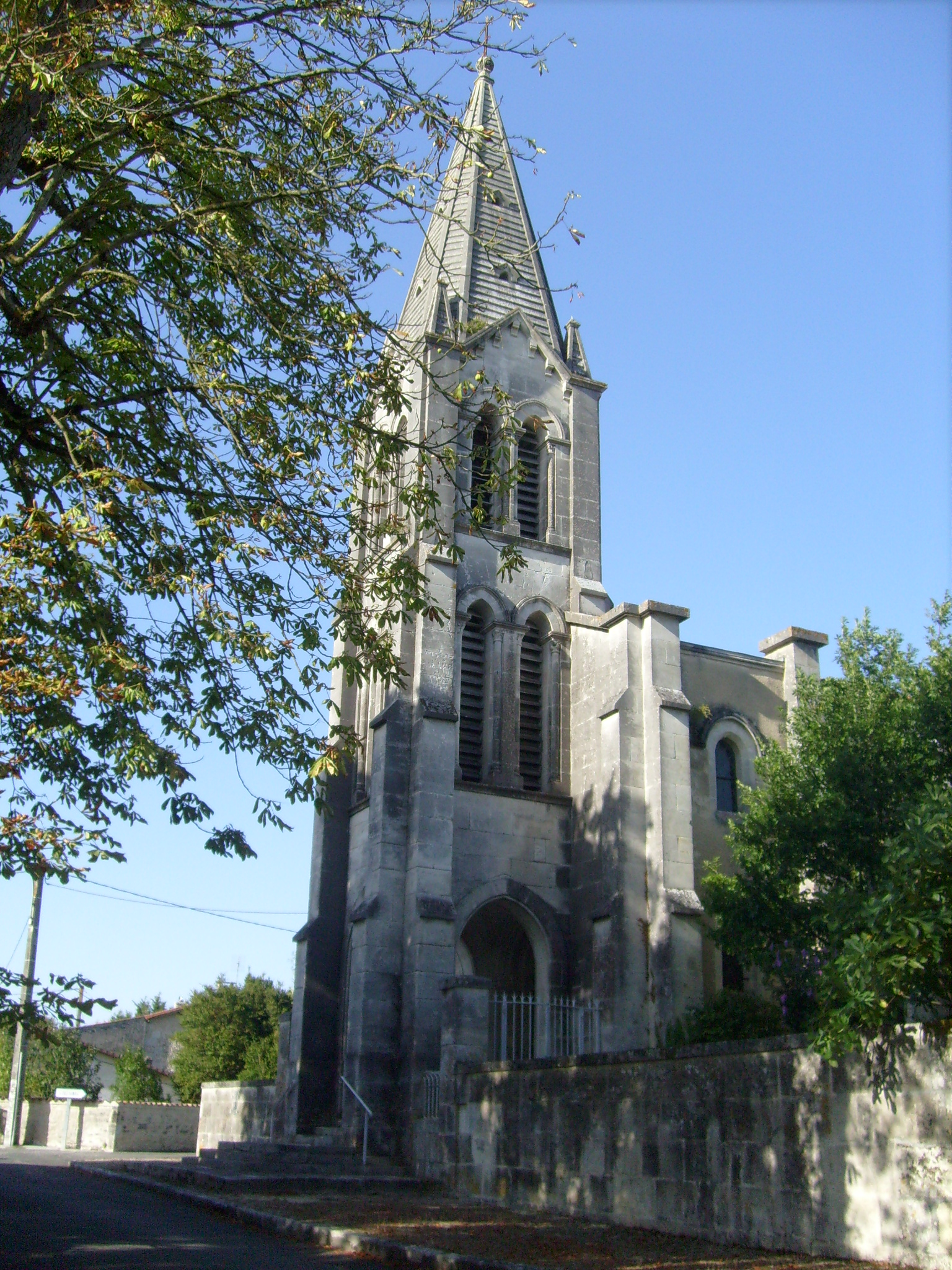
Kirche Saint-Étienne